# باريس-كاممبير 2018
باريس-كاممبير 2018 (بالفرنسية: Paris-Camembert 2018)‏ هو سباق دراجات هوائية، وهو الموسم رقم 79 من السباق، وأقيم في 10 أبريل 2018، وامتدّ لمسافة 200 كيلومتر، وهو أحد سباقات طواف أوروبا للدراجات 2018، وهو من نوع سباق يوم واحد، وهو من نوع سباق الدراجات، وقد شارك في السباق 133 متسابقاً ووصل إلى نهايته 79 متسابقاً.
فاز فيه بالمركز الأول ليليان كالجمان، وبالمركز الثاني فالنتين مادواس، وبالمركز الثالث أندريا فيندرام.

## الفرق
| فرق عالمية (2)- AG2R La Mondiale - Groupama-FDJ فرق قارية محترفة (12)- Cofidis, Solutions Crédits - ديلكو ‏ - Direct Énergie - Fortuneo-Samsic - فيتال كونسبت 2018 ‏ - أندروني جوكاتولي-سيدرمك 2018 ‏ - يوسكادي مورياس 2018 ‏ - غازبروم روسفيلو ‏ - Hincapie–Leomo p/b BMC ‏ - سبورت فلاندرين بالويس 2018 ‏ - UnitedHealthcare Pro Cycling (men's team) ‏ - Wanty-Groupe Gobert فرق قارية (5)- Van Rysel–Roubaix ‏ - إتش بي بي تي بي – أوبير 93 ‏ - Joker Fuel of Norway ‏ - Team Differdange–Geba ‏ - فريق فورارلبرغ 2018 ‏ |  |
| |  |

## التصنيف العام النهائي
| التصنيف العام | التصنيف العام  | التصنيف العام | التصنيف العام               | التصنيف العام     |        |
| الدراج        | الدراج         | البلد         | الفريق                      | الوقت             | السرعة |
| ------------- | -------------- | ------------- | --------------------------- | ----------------- | ------ |
| 1.            | ليليان كالجمان | فرنسا         | Direct Énergie              | 4 س 53 دقيقة 17 ث |        |
| 2.            | فالنتين مادواس | فرنسا         | Groupama-FDJ                | + 21 ث            |        |
| 3.            | أندريا فيندرام | إيطاليا       | Androni Giocattoli-Sidermec | + 21 ث            |        |
| 4.            | مانويل بيليتي  | إيطاليا       | Androni Giocattoli-Sidermec | + 38 ث            |        |
| 5.            | دامين توزي     | فرنسا         | Saint Michel-Auber 93       | + 38 ث            |        |
| 6.            | دافيد سيمولاي  | إيطاليا       | Groupama-FDJ                | + 38 ث            |        |
| 7.            | ماثيو لاداجنوس | فرنسا         | Groupama-FDJ                | + 38 ث            |        |
| 8.            | لورينزو مانزين | فرنسا         | Vital Concept               | + 38 ث            |        |
| 9.            | هوغو هوفستيتر  | فرنسا         | كوفيديس                     | + 38 ث            |        |
| 10.           | لوران بيشون    | فرنسا         | Fortuneo-Samsic             | + 38 ث            |        |

## وصلات خارجية
- الموقع الرسمي
- باريس-كاممبير 2018 على موقع إحصائيات الدراجات الإحترافية (الإنجليزية)